# Улуманда (язык)
Улуманда (индон. Bahasa Ulumanda') — один из австронезийских языков, распространён на острове Сулавеси — в округах Полевали-Мандар (Полмас), Маджене и Мамуджу в провинции Западный Сулавеси (Индонезия).
По данным Ethnologue, количество носителей данного языка составляло 30 тыс. чел. в 1986 году.

## Диалекты
В составе языка выделяют следующие диалекты: боттенг, сондоанг, тапаланг и др. К числу взаимопонятных с языком улуманда относятся языки бамбам, аралле-табулахан и паннеи (степень лингвистического сходства — 75%-80%).